# Stéphane Errard
Stéphane Errard (né le 31 octobre 1907 à Delut - mort le 26 décembre 1983 à Lunéville) est un spéléologue français.
Il est surtout connu pour ses découvertes et explorations spéléologiques en Meurthe-et-Moselle

## Biographie
Licencié ès lettres, il fut instituteur dans plusieurs villages lorrains, dont Custines puis Villey-le-Sec, puis professeur à l'École nationale professionnelle.
Le 14 mai 1937, il est admis comme nouveau membre de la Société des sciences de Nancy.
Il fut également chroniqueur à la radio régionale pendant dix-sept ans.

## Activités spéléologiques
Dans le domaine de la spéléologie, il explora plusieurs secteurs du département de Meurthe-et-Moselle jusqu'en 1959. En particulier, il explora la vallée de l'Esch (ou Esse). Il a découvert et décrit le gouffre de la Grimo Santé entre novembre 1933 et juillet 1934, l'aven du Vulnot et la carrière Jean Docque,.
Il émit des hypothèses sur l'origine des cavités et leur lien avec la tectonique locale.

## Œuvres
- (1936) - « Les cavernes de Villey-le-sec », Toul, Publicité et tourisme no 12-13, Impr. touloise, Toul, p. 16-17
- (1938) - « Les Cavernes de la vallée de l'Esse et leur rapport avec la tectonique régionale », Bulletin de la Société des sciences de Nancy, nouvelle série tome III, no 3, Nancy, p. 59-67
- (1938) - « Les Blocs-diagrammes - Construction et emploi », Bulletin de la Société des sciences de Nancy, nouvelle série tome III, no 10-11, Nancy, p. 192-200
- (1938) - « Notes sur l'origine et la formation des grottes de Pierre-la-Treiche », Revue de la section vosgienne du Club alpin français, nouvelle série no 15, Nancy, p. 15-26
- (1942) - Le Problème de la « capture » de la Moselle, Mémoire de D.E.S. d'histoire et de géographie, Nancy, 2 vol., 217 pages (+ 49 photos)
- (1945) - « Les Cavernes de Meurthe-et-Moselle », Bulletin de la Société des sciences de Nancy, nouvelle série no 5, Nancy, p. 9-11
- (1947) - La Petite Suisse lorraine, Société d'impression typographique, Nancy, 16 pages (+ 1 plan dépliant)